# Jilotzingo
Jilotzingo est une municipalité de l'État de Mexico, au Mexique. Elle couvre une superficie de 143,66 km2 et compte 19 013 habitants en 2015.